# Thomas Manners, 1. Earl of Rutland
Thomas Manners, 1. Earl of Rutland (* vor 1493; † 20. September 1543) war ein englischer Politiker und Höfling zur Tudorzeit.

## Herkunft und Familie
Thomas Manners entstammte einer alten englischen Familie, die in weiblicher Linie von der anglo-normannischen Familie de Ros abstammte, die seit 1264 die Baronie de Ros innehatte. Damit besaß sie die älteste englische erbliche Baronswürde und beanspruchte daher den Titel Premier Baron of England, den sie offiziell seit 1806 führte. Diese Baronie, eine sogenannte barony by writ, war im 15. Jahrhundert über die Erbtochter der Familie de Ros an die Familie Manners gelangt. Thomas Manners war der Sohn des George Manners, 11. Baron de Ros, und der Anne St. Leger, deren Vater, Sir Thomas Saint Leger, im November 1483 durch Enthauptung hingerichtet worden war. Er wurde vor 1493 geboren.

## Leben und politische Laufbahn
Als junger Adliger nahm er bereits 1513 am Feldzug Heinrichs VIII. nach Frankreich teil und landete deshalb am 12. Juni 1513 im damals englischen Calais. Schon bald darauf erbte er beim Tod seines Vaters am 27. Oktober 1513 dessen Peerswürde und wurde als 13. Baron de Ros Mitglied des House of Lords. Seit der Parlamentssitzung vom 5. Februar 1514 nahm er regelmäßig seinen Sitz im Oberhaus wahr. Heinrich VIII. verwendete ihn danach in zahlreichen Hof- und Verwaltungsämtern. So wurde er am 7. Juli 1519 Joint Constable of Nottingham Castle und Keeper of Sherwood Forest, er war beim Treffen Heinrichs VIII. im Juli 1520 mit Kaiser Karl V. in Gravelingen ebenso dabei wie 1522 beim Gegenbesuch Karls V. in Dover. Ferner war er trier (Untersuchungsführer) der Petitionen die Gascogne und die überseeischen Gebiete betreffend ab dem 15. April 1523. Schon vorher erfüllte er auch richterliche Aufgaben. So gehörte er zu den Peers, die den Hochverratsprozess gegen den Herzog von Buckingham im Mai 1521 führten. Danach war er wieder mit Verwaltungsämtern betraut. Bis Oktober 1522 war an der schottischen Grenze als Warden of the East and Middle Marches tätig, 1527 wurde er Warden des Sherwood Forest, beim Treffen mit dem Botschafter des Papstes in Blackheath trug er die Heilige Rose. Seit dem 1. September 1524 war er Commissioner of the Peace der Grafschaften Middlesex, Lincolnshire, Surrey, Essex, York, Leicestershire, Nottinghamshire und Rutland. Für seine dem König geleisteten zahlreichen Dienste wurde er am 24. April 1525 als Knight Companion in den Hosenbandorden aufgenommen. Schließlich verlieh ihm Heinrich VIII. noch im selben Jahr am 18. Juni 1525 die Earlswürde und ernannte ihn zum Earl of Rutland. In der Folgezeit erhielt er weitere Ämter: 1526 Keeper of Enfield Chase, Commissioner of Sewers 1528. Er begleitete den König bei dessen Treffen mit Franz I. von Frankreich, war bei der Krönung Anne Boleyns am 1. Juni 1533 dabei und war einer ihrer Ankläger im Mai 1536. Danach wurde er noch 1536 in den Geheimen Rat (Privy Council) berufen, dann gehörte er zu den Anklägern gegen den Marquess of Exeter und Lord Montagu im Dezember 1538. 1540 wurde er zunächst zum Lord Chamberlain der Anna von Kleve, dann der Catherine Howard bestellt. Danach war er bis zu seinem Tod am 20. September 1543 Constable of Nottingham Castle.
Den Stammsitz Belvoir Castle ließ er ab 1528 neu errichten, 1555 war es fertiggestellt.
Er war zweimal verheiratet: Zuerst kinderlos seit dem 21. Februar 1512 mit Elisabeth Lovell, dann vor 1523 mit Eleanor Paston. Nach seinem Tod erbte sein Sohn Henry Manners (1526–1563) seine Titel und wurde 2. Earl of Rutland und 14. Baron de Ros.